# Leonardo (serie animata)
Leonardo è una serie televisiva a disegni animati prodotta nel 2007 da: Rai Fiction e Gruppo Alcuni è composta da ventisei episodi da tredici minuti ciascuno e andata in onda per la prima volta su Rai 2 a maggio del 2008. La serie si ispira alla figura di Leonardo da Vinci, immaginandone l'infanzia.

## Trama
Seconda metà del XV secolo. Da giovane il piccolo Leonardo è ancora un bambino come gli altri, ma mostra già di possedere doti particolari: è brillante e talentuoso, sia nei giochi di squadra, la cui partecipazione tutti si contendono, sia nell'ideare nuovi giochi e invenzioni, costruite spesso con materiali di fortuna come molle o elastici.
Molto spesso Leonardo è in compagnia dei suoi amici più fidati: Lorenzo, Gioconda, e il gatto Pardo, e deve spesso controbattere ai tranelli e all'inimicizia di Gottardo e di sua sorella Laura, i figli del signorotto del castello di Vinci. Gottardo e Laura sono invidiosi delle abilità di Leonardo, che con il suo talento è capace di farli sfigurare nonostante il loro potere e la loro ricchezza, ma le loro trame finiscono sempre per fallire.

## Personaggi principali
Buoni
- Leonardo - Il giovane Leonardo, non ancora un genio affermato, ma un ragazzo dallo sguardo acuto ricco di creatività; è già comunque un bravo inventore, e ad ogni problema trova presto la soluzione. Doppiatore originale: Stefano Crescentini.
- Gioconda - Grande amica di Leonardo, dal carattere forte e coscienzioso, sempre rivolta al concreto delle cose. Leonardo è attratto proprio da questo suo carattere, anche se spesso i suoi modi li fanno bisticciare. Doppiatrice originale: Barbara De Bortoli.
- Lorenzo - Il migliore amico di Leonardo, sempre pronto a gettarsi con entusiasmo in ogni avventura, è un tipo fedele ma impulsivo e anche un poco goffo. Doppiatore originale: Simone Crisari.
- Pardo - Il gatto di Leonardo, pigro e sarcastico, parla spesso con il pubblico oppure da solo; non ama partecipare molto all'azione, ma quando lo fa prende il suo impegno con grande serietà. Doppiatore originale: Marco Bresciani.
- Tiglio - Il robot di Leonardo, che lo ha costruito alla meglio in legno. Tiglio non fa nulla, però è sempre presente, come il cacio sui maccheroni, con le sue chiacchiere rap in rima. Questo personaggio è l'unico elemento in animazione 3d. Doppiatore originale: Luigi Ferraro.

Cattivi
- Gottardo - Dispotico e prepotente signorino, sempre all'ombra di Leonardo, del quale non sopporta successi e intelligenza; tanto più arrabbiato, perché nel gruppo di Leonardo c'è Gioconda.... Doppiatore originale: Paolo Vivio.
- Laura - Peggio di Gottardo c'è solo sua sorella Laura, la più prepotente, la più perfida e ingannatrice, capace di comandare a bacchetta i tre Brandi, il fratello e la maga Plinia. Doppiatrice originale: Monica Ward.
- Maga Plinia - Si finge governante al castello, ma viene scoperta da Gottardo e Laura, che spesso le chiedono pozioni e incantesimi per sconfiggere Leonardo. Purtroppo per loro Plinia non è una fattucchiera molto in gamba, e gli effetti dei suoi filtri sono imprevedibili. Doppiatrice originale: Francesca Draghetti
- Dondolo - Il cavallo del gruppo di Gottardo, un animale molto fedele e mansueto. Doppiatore originale: Massimo Bitossi
- I 3 Brandi - Tre bizzarri fratelli, sempre insieme e quasi uguali, che si differenziano per la statura: Mezzobrando (doppiatore originale: Stefano Mondini) è il più basso, Brando (doppiatore originale: Davide Perino) è il mediano e Tuttobrando - (doppiatore originale: Davide Lepore) è il più alto (Su di lui ci sono delle gag riguardanti il fatto che non sta nell'inquadratura ). Sono tre aiutanti tuttofare agli ordini di Gottardo e Laura, spesso fanno anche da cavie per le magie di Plinia. I tre fratelli difettano di intelligenza, e il più alto di loro è anche il meno arguto.

Narratori
- Cococò - Gallo cantastorie, che commenta alcuni passaggi di ogni singola puntata. Insieme a lui c'è la sua banda: gallina all'organetto, tacchino alla chiarina, papera alla chitarra, con la quale dà vita a delle esibizioni comiche (spesso il gallo viene bastonato dagli altri tre componenti), con canto in rima. Doppiatore originale: Dario Vergassola.